# Char des 9 provinces

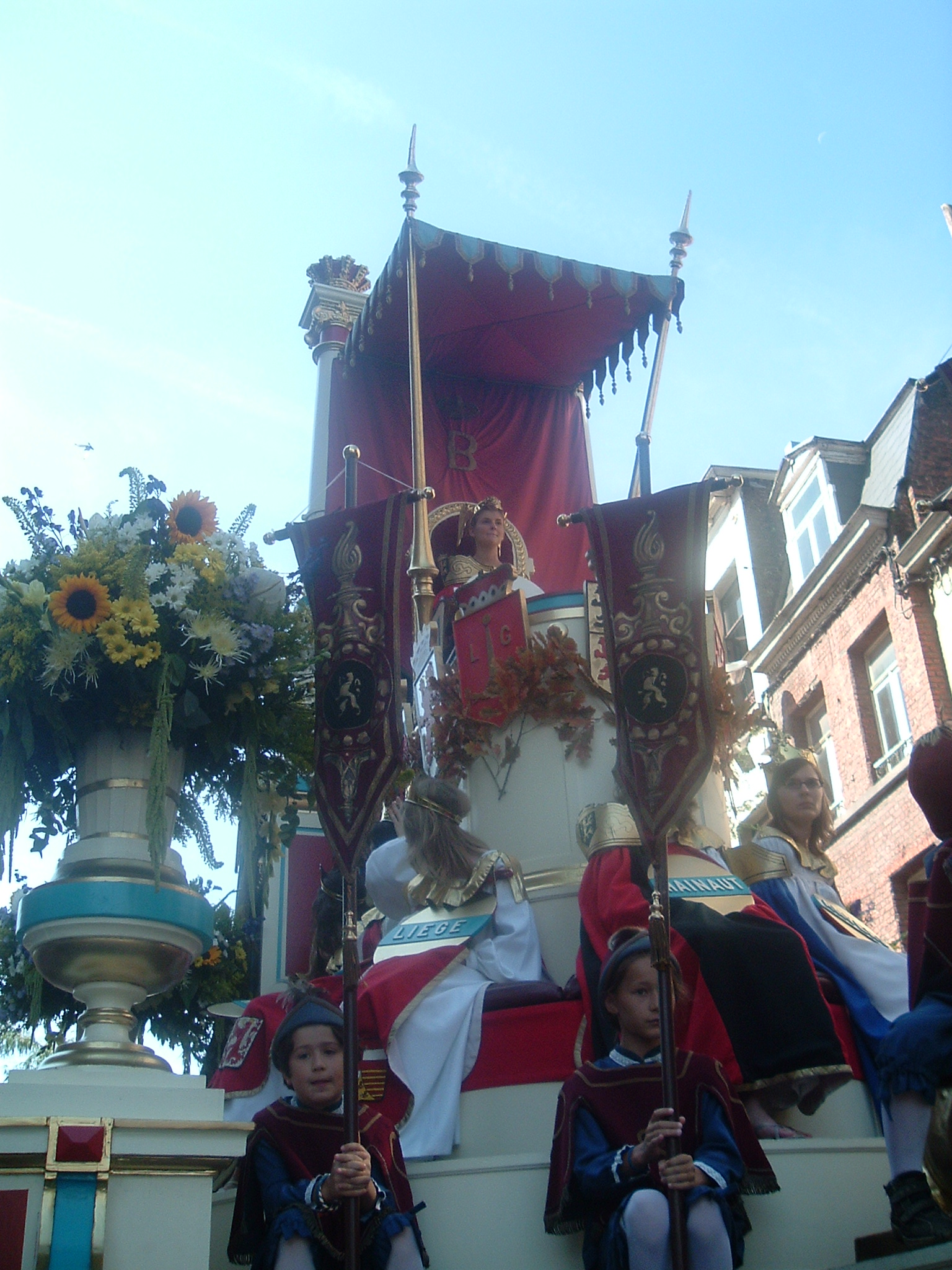

Le char des 9 provinces est un char du Cortège de la Ducasse d'Ath
Dès 1876 et jusqu'en 1885 au moins, un char de la Belgique circulait dans le cortège. Le char des Neuf Provinces a été conçu par le décorateur bruxellois Govaert en 1880 (Cinquantième anniversaire de la Belgique). 
Une déesse, représentant la Belgique, est entourée par neuf demoiselles portant le blason de chaque province du pays.
Remarque : la Belgique compte aujourd'hui 10 provinces. Mais ce char date du XIXe siècle et montre un état figé de la Belgique unitaire.